# Бычков, Александр Александрович
Бычков Александр Александрович (род. 14 февраля 1961, Кривой Рог, Днепропетровская область) — советский и российский производственный деятель и изобретатель в области ядерной энергетики. Лауреат Государственной премии Российской Федерации в области науки и техники (1995).

## Биография
Родился 14 февраля 1961 года в городе Кривой Рог Днепропетровской области УССР.
В 1988 году окончил Московское высшее техническое училище имени Н. Э. Баумана по квалификации «энергетические машины и установки».
В 1988—1991 годах — инженер-технолог цеха, в 1991—1993 годах — заместитель начальника цеха по подготовке производства, в 1993—1994 годах — заместитель начальника цеха по реконструкции, в 1994—2006 годах — начальник цеха акционерного общества «Машиностроительный завод».

## Производственная деятельность
Специалист в области ядерной энергетики. Участвовал в создании наукоёмкой автоматической линии для промышленного производства тепловыделяющих элементов энергетического реактора на быстрых нейтронах. Соавтор патентов.

## Награды
- Государственная премия Российской Федерации в области науки и техники (1995) — за создание автоматизированного промышленного производства тепловыделяющих элементов для ядерных энергетических реакторов (соавторы: Быстровзоров С. В., Бычков А. А., Межуев В. А., Потоскаев Г. Г., Чуканцев Ю. В., Ошканов Н. Н., Коростин О. С.)[1].